# Jørgen Elsted Hansen
Jørgen Elsted Hansen (født 16. oktober 1941) var medlem af Ny Esbjerg Kommunes byråd for Det Konservative Folkeparti. Byrådsmedlem i Ribe Kommune fra 1978 og borgmester i Ribe Kommune fra 1994 til 2001. 
Bor i dag i Gredstedbro på sin fødegård.